# Mauscheln (Verb)
Das Verb mauscheln und das Substantiv Mauschelei bezeichnen im heutigen Sprachgebrauch allgemein betrügerische Manipulationen, unzulässige Absprachen und Geschäfte am Rande oder jenseits der Legalität, speziell in Bezug auf das Kartenspiel Betrug beim Mischen oder Geben der Karten, also ein „abgekartetes Spiel“.
Ursprünglich war das Wort mauscheln eine antisemitische Schmähung, wird heute aber auch in anderen Zusammenhängen verwendet. Zuerst taucht es im 17. Jahrhundert auf, zunächst in der Bedeutung „sprechen wie ein Jude; jiddisch sprechen“, später wurde es vor allem im Sinne von „handeln wie ein Schacherjude; betrügen“ gebraucht. Abgeleitet ist es von „Mauschel“, einer abschätzigen Bezeichnung für die „Handelsjuden“, also jüdische Händler und Juden, die als Hausierer umherzogen, und somit letztlich vom hebräischen Vornamen Mose/Mosche.

## Etymologie
Mauschel war seit dem 17. Jahrhundert der antisemitische Spottname für den Juden und leitet sich vermutlich von Mausche, der westjiddischen Aussprache des Namens Mosche (Mose), ab. Davon abgeleitet bezeichnete Mauscheln zuerst abfällig die für Nichtjuden undeutlich klingende Art, in der ein Mauschel spricht – gemeint war die von aschkenasischen Juden verwendete jiddische Sprache. Das von den Gebrüdern Grimm begründete Deutsche Wörterbuch erklärte 1885, das Wort komme von bairisch „täuscheln und mäuscheln, sich mit heimlichen und unerlaubten geschäftchen abgeben“. Siegmund A. Wolf vermutet in seinem Wörterbuch der Gaunersprache eine volksetymologische Angleichung oder Verbindung mit dem Verb „nuscheln“ („undeutlich reden“).
Vereinzelt versuchte man auch das Wort aus dem Hebräischen herzuleiten, in älteren Lexikographien wird Mausche/Mauschel auf das hebräische mâschal „Herrscher“ oder „herrschen“ bezogen. So wird 1675 Christus als ein „gelehrter Mauschel oder Gleichnuß-Prediger“ dargestellt.
Als weitere Bedeutung für Mauscheln entwickelte sich „wie ein Schacherjude handeln“, also betrügen. Dieses unsaubere Geschäft „nach Judenart“ nannte man dann Mauschelei.

## Wortgeschichte
Seit dem ersten Drittel des 19. Jahrhunderts verweist das Wort auf eines der zentralen Probleme der jüdischen Emanzipation: Waren Juden in Deutschland in der Lage, neben ihrer Religion auch das Judendeutsch abzulegen und sich ganz an die deutsche Mehrheitsgesellschaft zu assimilieren? Der jüdischstämmige Hamburger Pädagoge Anton Rée hielt es noch 1844 für nötig, öffentlich zu bestreiten, dass Juden „echt palästinensische Sprachorgane“ hätten und somit gar nicht in der Lage seien, akzentfrei deutsch zu sprechen. Er glaubte aber doch, durch die jahrhundertelange Ausgrenzung seien die Sprechorgane von Juden degeneriert, ein Vorgang, den er für reversibel erklärte. Den Begriff mauscheln lehnte er als judenfeindlich ab und zog es vor, von „jüdischer Mundart“ zu sprechen.
Im um 1870 erschienenen judenfeindlichen Pamphlet Der Mauscheljude wird vor einer angeblichen jüdischen Weltverschwörung gewarnt. Das Buch bedient sich sowohl bewährter christlich-antijudaistischer als auch der damals aufkommenden rassistischen und antisemitischen Agitationsmuster, die denen der Nationalsozialisten bereits ähnlich waren. In den 1880er Jahren waren ähnliche Wortbildungen wie „Groß-Mauschel“, „internationales Mauschelthum“, „Mauschel-Jude“ und „Mauschel-Christ“ im Antisemitismus verbreitet.

Die Nationalsozialisten verwendeten dann den Begriff ausgiebig in ihrer Propaganda. Julius Streichers Hetzblatt Der Stürmer setzte ihn z. B. ein, um vor „Rassenschande“ an unschuldigen deutschen Mädchen zu warnen: 

„Habt Acht auf eure Kinder! Warnt sie vor dem Juden, vor dem Teufel in Menschengestalt! Klärt sie über die Verderblichkeit des asiatischen Mischvolkes auf! Sagt Ihnen, dass sie keinen Fremden folgen, auch wenn er noch so verlockend zu mauscheln versteht.“

 Im 1936 von Elvira Bauer im Stürmer-Verlag veröffentlichten Kinderbuch Trau keinem Fuchs auf grüner Heid und keinem Jud bei seinem Eid! Ein Bilderbuch für Groß und Klein, das mit dem Lesen zugleich auch die nationalsozialistische Rassenideologie an Kinder vermitteln sollte, verwendete die Autorin gleichfalls den Begriff zur Diffamierung der Juden in Bezug auf angeblich betrügerische Geldgeschäfte:

„Den dummen Goi belügen. Er kampert mit dem Geldsack sehr: ‚Rebekkaleben, da schau her!‘ Dann nimmt er seinen Riemen. Und mauschelt mit den Kiemen.“

Mit dem Ende der nationalsozialistischen Gewaltherrschaft kam der Begriff aus naheliegenden Gründen aus der Mode. Seit etwa 1970 ist er wieder nachweisbar, hatte aber nach Auffassung von Isabel Enzenbach zu Beginn unseres Jahrhunderts seine ausschließlich antisemitische Konnotation verloren. Der Sprachwissenschaftler Hans Peter Althaus sah etwa zur gleichen Zeit ebenfalls keine antisemitische Konnotation mehr, wenngleich das Wort weiterhin diffamierend sei. Dies gehe, zumeist für die Sprechenden unbewusst, „aus den Wurzeln hervor, die auch den Diffamierungs- und Agitationswortschatz der Vergangenheit hervorgebracht haben“, weshalb weitere intensive Bemühungen um den Sprachgebrauch lohnend seien.
Die Schweizer Stiftung gegen Rassismus und Antisemitismus führt den Begriff seit 2015 auf einer Liste von „belasteten Begriffen“.
Die Duden-Redaktion erklärt in einem Warnhinweis: „Das Verb mauscheln in den Bedeutungen ‚sich einen Vorteil verschaffen; betrügen‘ sowie Ableitungen davon sind eng mit antisemitischen Vorstellungen verbunden. Sie werden häufig als diskriminierend empfunden und sollten deshalb insbesondere im öffentlichen Sprachgebrauch unbedingt vermieden werden.“ Der Publizist Ronen Steinke wählte den Begriff für sein Buch „Antisemitismus in der Sprache: Warum es auf die Wortwahl ankommt“ als Beispiel in der Überschrift des Kapitels über antisemitisch aufgeladene Begriffe aus dem Jiddischen.